# 比弗克里克鎮區 (密歇根州)
比弗克里克鎮區（英語：Beaver Creek Township）是位於美國密歇根州克勞福德縣的一個行政鎮區。

## 地方資料
比弗克里克鎮區的面積為185.30平方千米，當中陸地面積為185.10平方千米，而水域面積為0.20平方千米。根據2020年美國人口普查的數據，當地共有人口1515人，而人口密度為每平方千米8.18人。